# Phare de la Pointe de Sebra
Le phare de la Pointe de Sebra est un phare situé dans le chenal menant au lac de Bizerte, au sein de la ville de Bizerte (dépendant du gouvernorat de Bizerte en Tunisie).
Les phares de Tunisie sont sous l'autorité du Service des phares et balises de la République tunisienne (SPHB).

## Description
C'est une tourelle en poutrelles métalliques de seize mètres, avec terrasse et lanterne, qui se trouve près de la rive nord du goulet menant au lac de Bizerte. La tour est peinte en blanc, avec le haut en noir. C'est un feu isophase de secteur (blanc, rouge et vert) qui balise le chenal pour l'aide à la navigation du port de Bizerte au lac.
Identifiant : ARLHS : TUN025 - Amirauté : E6440 - NGA : 22104.
|                 |
| Port de Bizerte |

|                         |
| Carte du lac de Bizerte |

### Lien connexe
- Liste des principaux phares de Tunisie
- Liste des phares et balises de Tunisie